# Paquistão nos Jogos Olímpicos
O Paquistão participou pela primeira vez dos Jogos Olímpicos em 1948, e enviou atletas para competirem em todos os Jogos Olímpicos de Verão desde então, exceto quando aderiram ao boicote aos Jogos Olímpicos de Verão de 1980.
A primeira participação do Paquistão nos Jogos Olímpicos de Inverno, foi nos Jogos Olímpicos de Inverno de 2010 quando o Sr. Mohammad Abbas se tornou o primeiro atleta paquistanês a se classificar no Esqui alpino (Slalom gigante).
Atletas paquistaneses ganharam um total de 10 medalhas olímpicas, oito no hóquei sobre grama masculino. Notavelmente, sua medalha de ouro de 1960 interrompeu uma sequência de seis medalhas de ouro consecutivas da Índia. Nos Jogos Olímpicos de Verão de 1996, Syed Hadi Haider Naqui conquistou uma medalha de bronze no esporte de demonstração Taekwondo, mas o esporte não tinha status completo e a medalha não foi consignada.
O Comitê Olímpico Nacional do Paquistão foi criado em 1948. Roma 1960 foi a melhor edição da história para o Paquistão, quando eles ganharam 2 medalhas: ouro no Hóquei sobre grama e bronze nas Lutas.

## Medalhistas
| Medalha           | Nome              | Jogos                 | Esporte              | Evento               |
| ----------------- | ----------------- | --------------------- | -------------------- | -------------------- |
| Medalha de prata  | Time nacional     | 1956 Melbourne        | Hóquei sobre a grama | Competição masculina |
| Medalha de ouro   | Time nacional     | 1960 Roma             | Hóquei sobre a grama | Competição masculina |
| Medalha de bronze | Mohammad Bashir   | 1960 Roma             | Lutas                | Livre - 67-73 kg     |
| Medalha de prata  | Time nacional     | 1964 Tóquio           | Hóquei sobre a grama | Competição masculina |
| Medalha de ouro   | Time nacional     | 1968 Cidade do México | Hóquei sobre a grama | Competição masculina |
| Medalha de prata  | Time nacional     | 1972 Munique          | Hóquei sobre a grama | Competição masculina |
| Medalha de bronze | Time nacional     | 1976 Montreal         | Hóquei sobre a grama | Competição masculina |
| Medalha de ouro   | Time nacional     | 1984 Los Angeles      | Hóquei sobre a grama | Competição masculina |
| Medalha de bronze | Syed Hussain Shah | 1988 Seul             | Boxe                 | Peso médio           |
| Medalha de bronze | Time nacional     | 1992 Barcelona        | Hóquei sobre a grama | Competição masculina |

## Quadro de medalhas

### Medalhas por Jogos
| Jogos                 | Ouro           | Prata          | Bronze         | Total          |
| 1948 Londres          | 0              | 0              | 0              | 0              |
| 1952 Helsinque        | 0              | 0              | 0              | 0              |
| 1956 Melbourne        | 0              | 1              | 0              | 1              |
| 1960 Roma             | 1              | 0              | 1              | 2              |
| 1964 Tóquio           | 0              | 1              | 0              | 1              |
| 1968 Cidade do México | 1              | 0              | 0              | 1              |
| 1972 Munique          | 0              | 1              | 0              | 1              |
| 1976 Montreal         | 0              | 0              | 1              | 1              |
| 1980 Moscou           | não participou | não participou | não participou | não participou |
| 1984 Los Angeles      | 1              | 0              | 0              | 1              |
| 1988 Seul             | 0              | 0              | 1              | 1              |
| 1992 Barcelona        | 0              | 0              | 1              | 1              |
| 1996 Atlanta          | 0              | 0              | 0              | 0              |
| 2000 Sydney           | 0              | 0              | 0              | 0              |
| 2004 Atenas           | 0              | 0              | 0              | 0              |
| 2008 Pequim           | 0              | 0              | 0              | 0              |
| Total                 | 3              | 3              | 4              | 10             |

### Medalhas por Esporte
| Esporte            | Ouro | Prata | Bronze | Total |
| Hóquei sobre grama | 3    | 3     | 2      | 8     |
| Lutas              | 0    | 0     | 1      | 1     |
| Boxe               | 0    | 0     | 1      | 1     |
| Total              | 3    | 3     | 4      | 10    |